# Alex Koo Derudder
Alex Koo Derudder , artiestenaam Alex Koo (Waregem, 1990) is een Belgische pianist die vooral voor zijn jazzrepertorium bekend is. 

## Biografie
Alex Koo Derudder is de zoon van een Vlaams uitgetreden missionaris en een Japanse moeder. Hij groeide op in Waregem en volgde er aan de gemeentelijke academie muziekles. Later vervolkmaakte hij zich aan de conservatoria van Den Haag, Amsterdam en Kopenhagen en de Steinhardt School of Culture (New York-universiteit NYU). Hij gaf ook enige tijd les aan de bachelor aan de Steinhardt School.
Samen met zijn leraar Mark Turner en Alessi nam hij het album Applebleuseagree op.
Hij is samen met de Madrileense zangeres Lorena del Mar. Hij is de broer van violist Mark Derudder.

## Werk
- Appleblueseagreen (2019), album met saxofonist Mark Turner en trompettist Ralph Alessi[4][5]
- Identified Flying Object (2021) album met Ralph Alessi en drummer Attila Gyárfás[6]

## Erkentelijkheden
- 2010 - Winnaar Prinses Christina Jazz Concours[7]
- 2019 - Nominatie SABAM B-Jazz Composition Award (Sabam)[8][9]
- 2019 - viersterren recensie in DownBeat[10]
- 2020 - album Appleblueseagreen geselecteerd voor Best Albums of 2019 van DownBeat[11]